# 切列

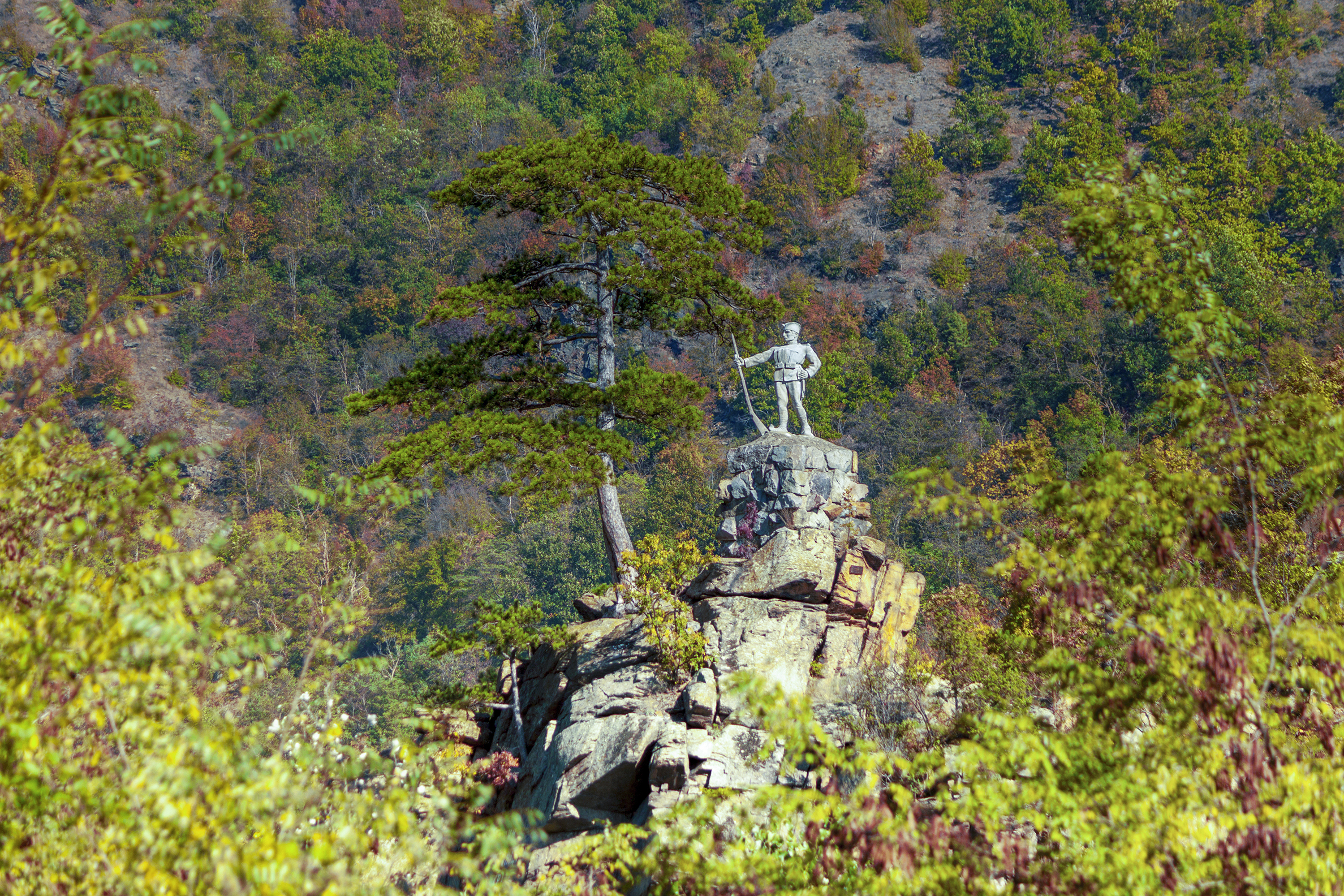
切列

切列是东南欧国家塞尔维亚拉什卡州克拉列沃市的一个村落，面積30.50平方公里，根据2011年的人口普查，有537名居民，人口密度每平方公里居住18人。

## 切列文化
此地因有塞尔维亚一战勇士纪念碑而闻名。

## 現今用法
在台灣網路紅人司學倫宣揚下，切列成為一個全國範圍的台灣網路用語。